# Богоматерь Неустанной Помощи
Богоматерь Неустанной Помощи — тип изображения Богородицы в католической иконографии. Иконография образа включает фигуры ангелов, несущих орудия Страстей Христовых. Аналогичный иконографический тип существует и в Православной церкви, это Страстная икона Божией Матери. Особо способствовала распространению почитания данного образа в Католической церкви конгрегация редемптористов.
Иконографический тип выработали итальянские и греческие мастера в XV веке. Самый известный и почитаемый список иконы Богоматери Неустанной Помощи находится в Риме, в церкви Святого Альфонса Лигуори на Эсквилине.
Данная икона была доставлена в Рим в 1480 году с о.Крит, из монастыря Кера Кардиодисса, и около трёх веков хранилась в римской церкви св. Матфея, а с начала XIX века в церкви Санта-Мария-ин-Постерула.
В 1865 году папа Пий IX передал её ордену редемптористов и по преданию сказал при этом: «Сделайте так, чтобы эту икону знали во всём мире». Благодаря деятельности редемптористов почитание этой иконы широко распространилось в католическом мире, сейчас насчитывается несколько сотен церквей и санктуариев, посвящённых Божьей Матери Неустанной Помощи, в том числе в честь образа освящены католические храмы в российских городах Орск и Петрозаводск. В 1990-х годах римский образ был тщательно отреставрирован.
Существует несколько небольших женских монашеских конгрегаций, посвящённых образу.
27 июня в Католической церкви отмечается праздник данной иконы.